# Bourke Street
Bourke Street is een straat in Melbourne, Australië. De straat loopt van oost naar west door het zakendistrict van Melbourne. Bourke Street is de middelste van de vijf hoofdstraten van oost naar west in het Hoddle Grid in het zakendistrict. De straat is vernoemd naar Richard Bourke.

## Overzicht
Het gedeelte van de straat tussen de kruispunten met Elizabeth Street en Swanston Street heet Bourke Street Mall en dit is alleen toegankelijk voor voetgangers. Aan Bourke Street bevinden zich veel winkels en warenhuizen, waaronder een vestiging van Myer, David Jones en Target Australia.
Enkele bekende plekken aan Bourke Street zijn Royal Arcade, Melbourne Fine Art Gallery en het Palace Theatre. Aan Bourke Street bevindt zich ook Bourke Place, het op drie na hoogste gebouw in Melbourne.

## Foto's

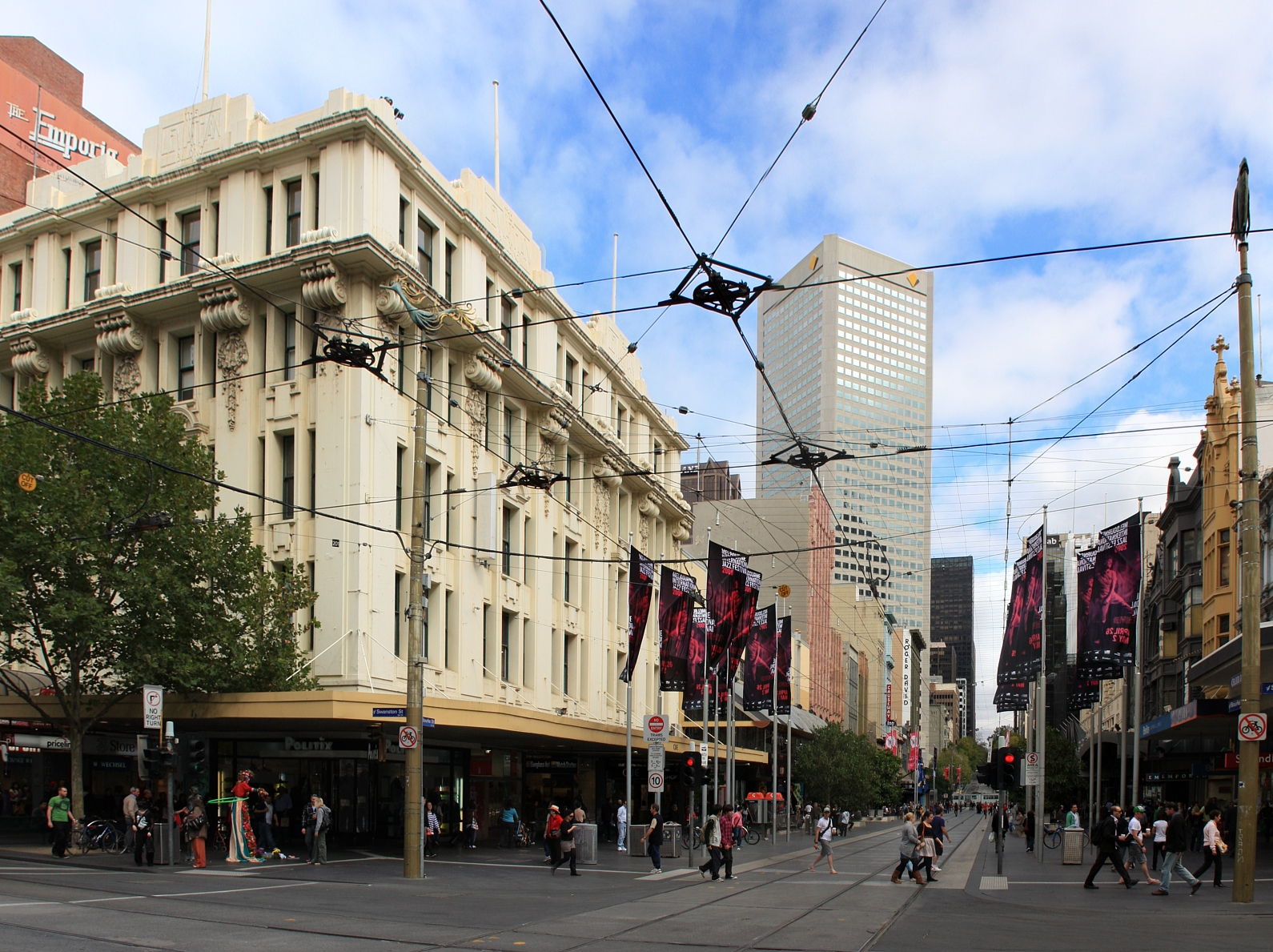
Bourke Street Mall.
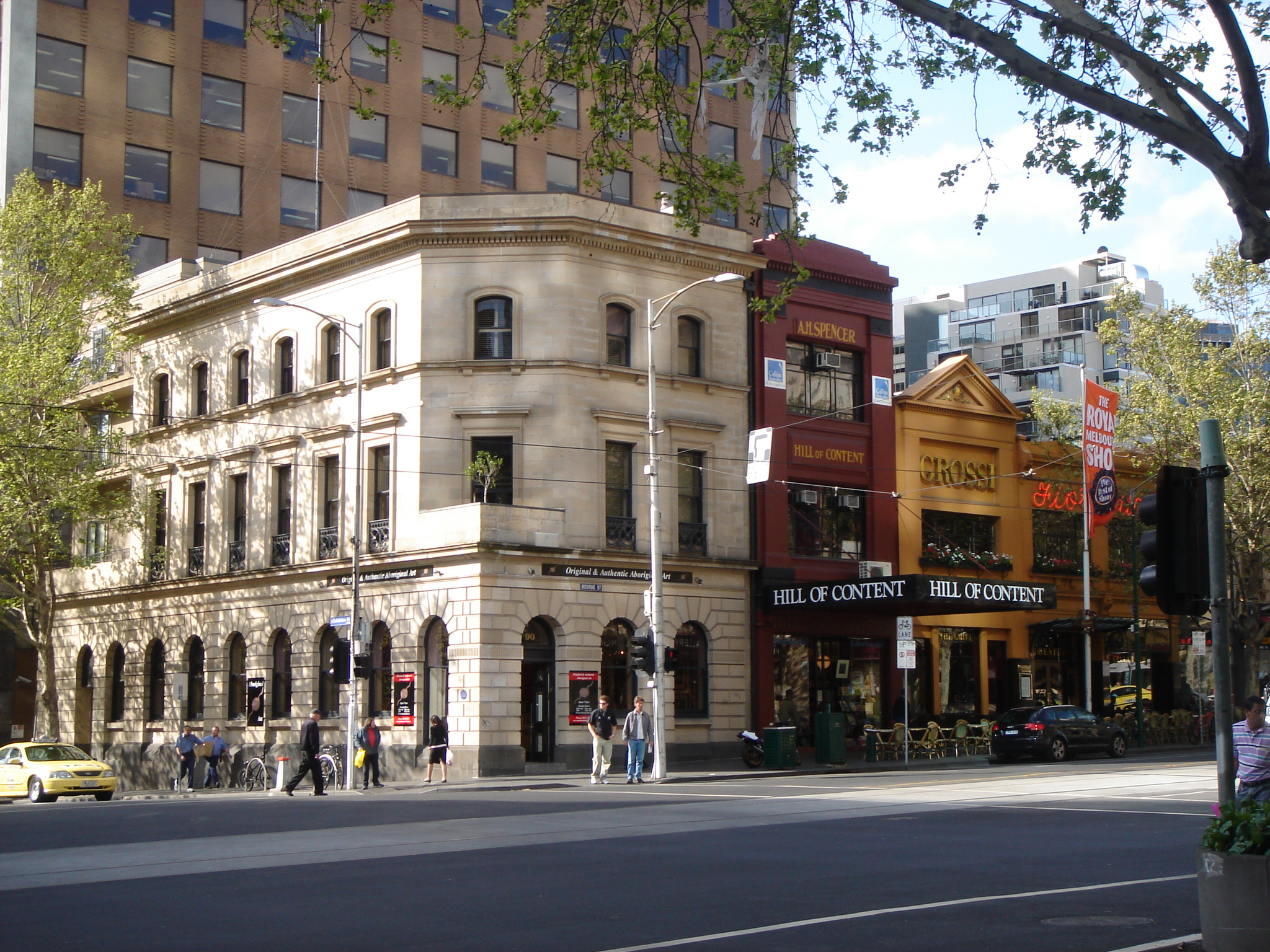
Winkels.
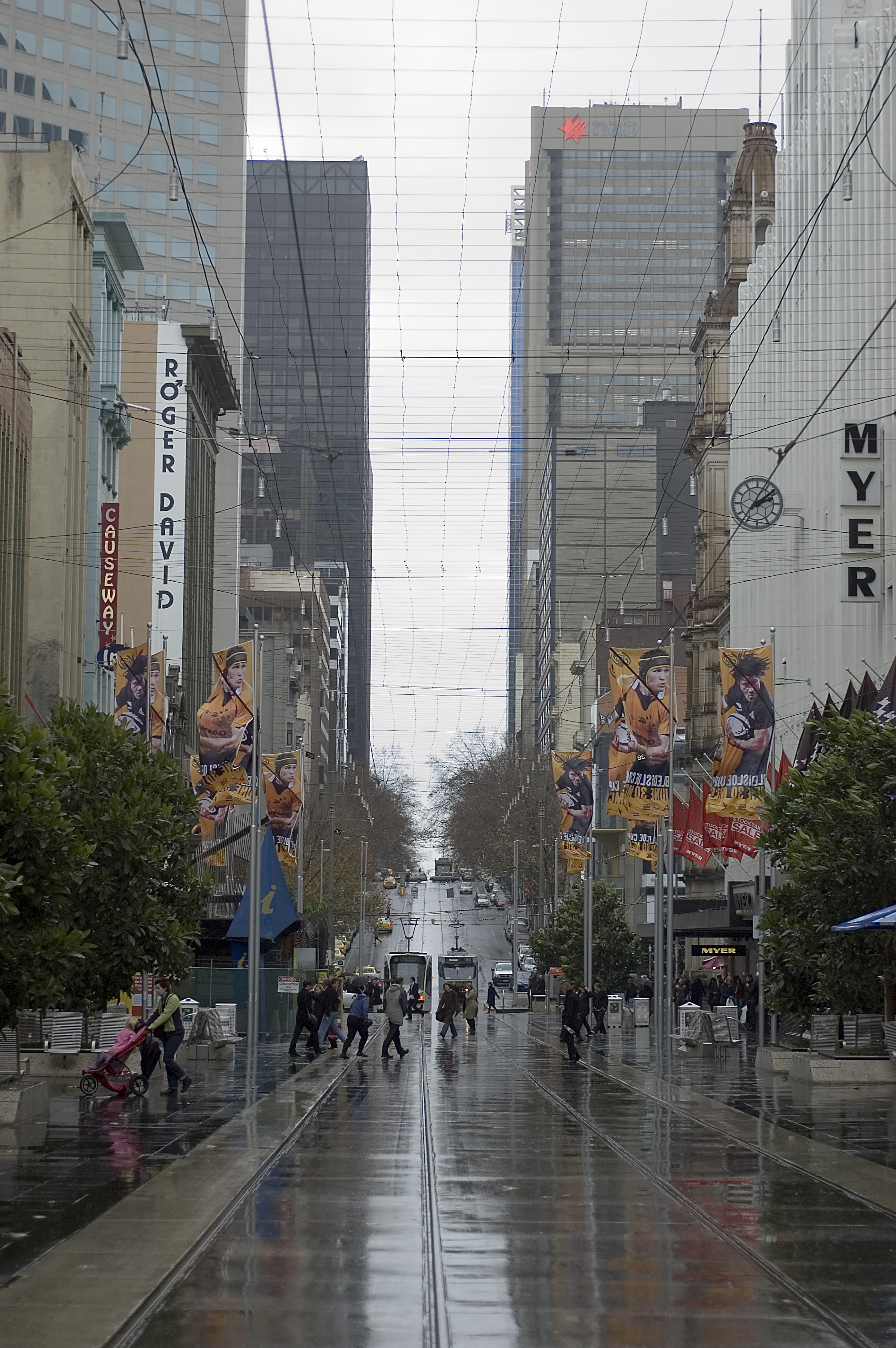
Bourke Street Mall.
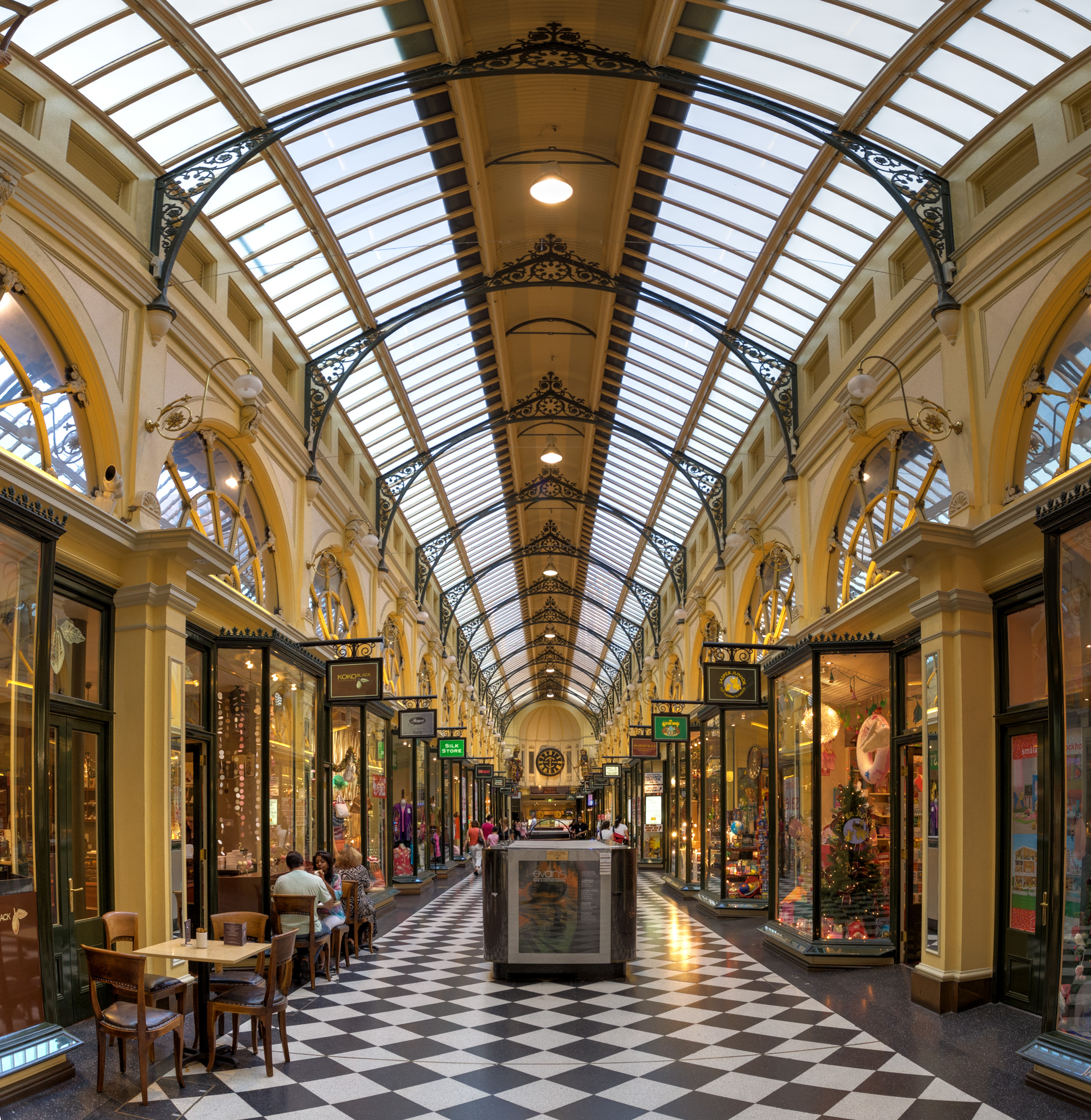
Royal Arcade.
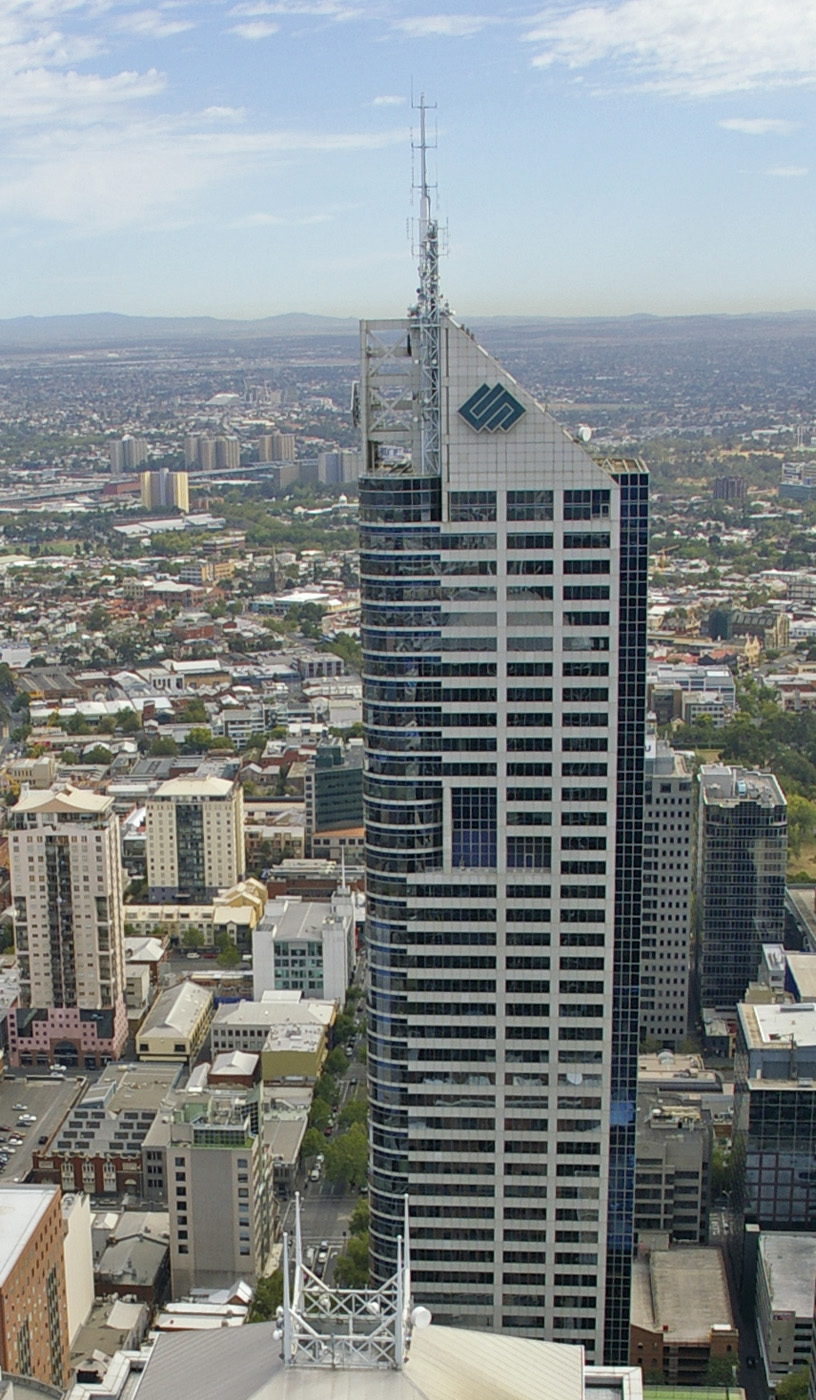
Bourke Place.